# The Corn Is Green (1979)
The Corn Is Green é um telefilme estadunidense de 1979, do gênero drama, dirigido por George Cukor. 
Remake do filme homônimo de 1945 estrelado por Bette Davis. Esse filme marca a décima vez em que Katharine Hepburn e George Cukor trabalharam juntos.

## Sinopse
Lilly uma professora com muita força de vontade, embarca na missão de educar os jovens de um comunidade pobre no País de Gales e lá encontra um garoto que ela acredita ter uma certa genialidade. 

## Elenco
- Katharine Hepburn ...  Lilly Moffat
- Ian Saynor        ...  Morgan Evans
- Bill Fraser
- Patricia Hayes    ...  sra. Watty